# Nunciatura apostólica

Relaciones diplomáticas de la Santa Sede:
Relaciones diplomáticas, misión residente, el nuncio tiene rango de embajador y privilegios adicionales (es decano del cuerpo diplomático desde el momento en que presenta sus credenciales)
Relaciones diplomáticas, misión residente, el nuncio tiene estatuto de embajador regular
Relaciones diplomáticas, acreditación de no residente, estatuto de embajador regular
Estados ateos y/o Estados sin relaciones diplomáticas con la Santa Sede

La nunciatura apostólica o simplemente nunciatura es una misión diplomática de máximo rango de la Santa Sede ante los Estados con los que mantiene relaciones diplomáticas. 
Al frente de la nunciatura de la Santa Sede se halla un nuncio (embajador papal). La nunciatura es el equivalente a una embajada, es decir, es una misión diplomática de primera clase.

## Historia
Las relaciones diplomáticas del Papado con los Estados se remontan al siglo XVI cuando se crearon las primeras nunciaturas permamentes. No obstante, los papas habían mantenido contactos con las cortes de Bizancio y otros estados europeos desde la antigüedad tardía. 
Los primeros representantes papales, los legados pontificios, eran enviados para representar al sumo pontífice en los concilios que tenían lugar en el Imperio romano de Oriente. Durante el papado de León I (440-461), se creó la figura del apocrisiario papal que tenía poderes especiales para relacionarse con el emperador, los patriarcas, y más tarde también metropolitanos, obispos e incluso monasterios. Su presencia en Constantinopla se mantuvo hasta el 743, durante el reinado de Constantino V y el comienzo de la querella iconoclasta. También en esta época y por iniciativa del papa Inocencio I (402-417) se creó la figura del vicario apostólico como representante del papa. Solía ser una persona oriunda de la zona con rango de arzobispo (como el de Arlés, Hamburgo, Bremen, Panonia) u obispos como el de Sevilla o  Lyon. Su mandato era temporal con poderes limitados.
Durante la Edad Media, los representantes papales fueron claves para defender la idea de la reforma religiosa,para la presidencia de sínodos regionales como el concilio de Worms (1122) o provinciales como la de Maguncia (1085) y para la provisión de sedes episcopales, especialmente frente a los emperadores del Sacro Imperio (Querella de las Investiduras). Con el papa Gregorio VII (1073-1085) se les dio a los legados pontificios una organización formal. Así, se les asignó un territorio delimitado, eran sufragados por la Iglesia donde estuvieran destinados y tenían poderes para intervenir en las instituciones eclesásticas de su área territorial. Los sucesivos papas fueron perfilando la figura del representante papal según el derecho canónico. Así, se establecieron varios tipos de legados: legati a latere con plenos poderes; legati missi con carácter temporal y con poderes delimitados; y, los legati nati  nombramientos relacionados con los arzobispos metropolitanos de ciertas ciudades importantes.
A partir del siglo XVI se crean las primeras nunciaturas permamentes, siendo la de Venecia la primera en el año 1500, seguida de Francia (1503) y ante los Reyes Católicos en 1504. Después le siguieron otras cortes europeas como Nápoles, Portugal, Polonia, etcétera. El papel de estos nuncios no solo se limitó a la relación diplomática o la cuestiones organizativas sino que también intervinieron en la relación con otras confesiones cristianas como el acercamiento a la Iglesia Ortodoxa o la lucha contra el Protestantismo durante la Reforma y Contrarreforma. 
A partir de este momento se potenció la creación de nuevas nunciaturas y la diplomacia vaticana estuvo presente en los principales eventos: tratados, mediación en conflictos, negociación de concordatos, la defensa de la minoría católica (Kulturkampf alemana)  y la relación con otras confesiones.

## Estatus

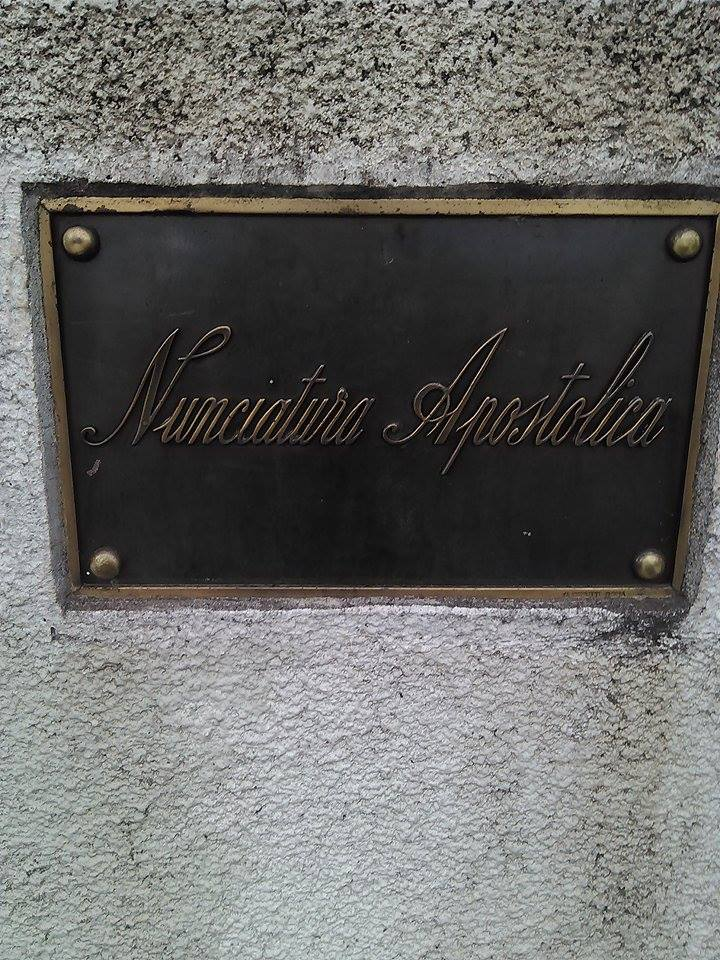
Placa de la Nunciatura apostólica en Montevideo

Los primeros representantes del Papado dependía directamente de papa o en su defecto del nepote del papa. Sin embargo durante el reinado de Paulo V (1605-1621), las nunciaturas quedaron bajo la Secretaría de Estado. Tras la desaparición de los Estados Pontificios en 1870, se discutió el papel de las nunciaturas como sujetos de Derecho internacional de un estado desaparecido. El historiador alemán Michael F. Fieldkamp recojo en su libro "La diplomacia pontificia" la siguiente afirmación:

Hasta la fecha, la Iglesia católica es la única comunidad religiosa del mundo que, en su calidad de sujeto permamente y activo de Derecho internacional, está dotada de un Gobierno soberano que disfruta de derechos de soberanía internacional y en ejercicio de su cometido puede enviar representantes diplomáticos.

Con la firma del Pacto de Letrán (1929) entre la Santa Sede y el gobierno italiano de Mussolini, la figura de los legados pontificios se trató en el artículo 12. Este reconocía el derecho activo y pasivo de la Santa Sede de nombrar representantes diplomáticos. Actualmente, según el derecho canónico los representantes del papa tienen las siguientes características:
- Canón 363. Legados del Romano Pontífice se les encomienda el oficio de representarle de modo estable ante las Iglesias particulares o también ante los Estados y Autoridades públicas a donde son enviados (canón 363).
- Canón 365. Al Legado pontificio, que ejerce a la vez su legación ante los Estados según las normas de derecho internacional, le compete el oficio peculiar de: 1) Promover y fomentar las relaciones entre la Sede Apostólica y las Autoridades del Estado;  2) Tratar aquellas cuestiones que se refieren a las relaciones entre la Iglesia y el Estado; y, de modo particular, trabajar en la negociación de concordatos, y otras convenciones de este tipo, y cuidar de que se lleven a la práctica.

## Mandato
En épocas previas, el representante papal era nombrado para llevar a cabo una misión especial que tenía una duración limitada, tras la cual cesaba. La representación ante las cortes era temporalmente variable, y la muerte del pontífice podía suponer su cese en dicha plaza. Sin embargo a partir,  de los papas Alejandro VI (1492-1503) y León X (1513-1521) se hizo efectiva la creación de sedes permamentes independientemente de quien ocupara el solio pontificio.
Según el derecho canónico actual, la figura del representante papal (Legado pontificio) no cesa al quedar vacante la Sede Apostólica, a no ser que se determine otra cosa en las letras pontificias; cesa al cumplirse el tiempo del mandato, por revocación comunicada al interesado y por renuncia aceptada por el Romano Pontífice (canón 367).

## Demarcación
Las áreas de influencia de las nunciaturas se fueron perfilando con el papa Gregorio VII en el siglo XI, aunque habría que esperar hasta el siglo XVI para que estas coincidieran con las fronteras nacionales y asociadas a una corte real como residencia fija. No obstante, ciertas nunciaturas se repartían los territorios, como fue el caso del nuncio de Bruselas que era el representante papal para los Países Bajos Españoles, Inglaterra, Irlanda, Escocia y Dinamarca. La mayoría de las nunciaturas creadas en esta época, se situaban en la península itálica y en el resto de Europa. 
Para el resto de territorios, fue fundada en 1622 por el papa Gregorio XV mediante la bula Inscrutabili Divinae, la Congregación para la Evangelización de los Pueblos, y fue encargada de la difusión del catolicismo y de la regulación de los asuntos eclesiásticos en los países no católicos. Sin embargo, existían algunas excepciones, así, los virreinatos españoles fueron asignados a la nunciatura de España y Brasil, India y los territorios portugueses de África a la nunciatura de Portugal. Otras excepciones fueron los territorios norteafricanos, cuyos asuntos eran administrados por la nunciatura de Nápoles y el inquisidor de Malta, y la zona del Próximo Oriente que se pusieron bajo custodia franciscana en Jerusalén.
A partir del siglo XIX, las nunciaturas, tanto las antiguas como las creadas nuevas, fueron delimitando su representación a un solo país.